# فريدا فروم ريخمان
فريدا فروم ريخمان كانت طبيبة نفسانية ألمانية، ومعاصرة لسيغموند فرويد. ولدت في 23 أكتوبر 1889 في كارلسروه في ألمانيا، وتوفيت بنوبة قلبية في 28 أبريل 1957 عن عمر يناهز 67 عامًا في روكفيل بولاية ماريلاند. هاجرت إلى أمريكا خلال الحرب العالمية الثانية، كانت رائدة في مجال النساء في العلوم، وتحديداً في علم النفس وعلاج الفصام.

## تاريخ العائلة
ولدت فروم-رايخمان لأدولف وكلارا ريتشمان في كارلسروه، الإمبراطورية الألمانية في عام 1889 (في نفس العام الذي ولد فيه أدولف هتلر). نشأت في عائلة يهودية من الطبقة المتوسطة الأرثوذكسية وكانت أكبر ثلاث بنات. كانت أخواتها جريت وآنا. لقد جاءت من عائلة كبيرة وداعمة وفعالة. كان لجدها الأب الكبير 93 حفيدًا ولعبت أسرتها الممتدة دورًا مهمًا في حياتها، كانت والدتها جزءًا من مجموعة أنشأت مدرسة تحضيرية للبنات في عام 1908 لإعدادها للجامعة لأنه لا يُسمح للفتيات بالالتحاق لدراسة الرياضات. لعبت إحدى عماتها دورًا مهمًا في إنشاء رياض الأطفال في ألمانيا، وقام أحد أعمامها، الذي كان يملك البنك الذي عمل والدها فيه، بتمويل التعليم الجامعي لفريدا.

## التاريخ التربوي والمهني
والدتها، التي تم تدريبها كمدرسة، شجعت بقوة التعليم العالي للنساء. شجعها والدها، الذي كان تاجرًا ومديرًا للبنك، على الذهاب إلى كلية الطب وتصبح طبيباً. بعد إكمالها لستة أشهر من «العلوم المنزلية» تحت وصاية والدتها، التحقت فريدا بكلية الطب في كونيغسبرغ عام 1908 كواحدة من أوائل النساء اللائي درسن الطب. حصلت على شهادتها الطبية في عام 1913 وبدأت الإقامة في علم الأعصاب تدرس إصابات الدماغ مع كورت جولدشتاين، طبيب أعصاب وطبيب نفساني.